# Metalloleptura rufofemorata
Metalloleptura rufofemorata är en skalbaggsart som beskrevs av Hayashi och Jean François Villiers 1987. Metalloleptura rufofemorata ingår i släktet Metalloleptura och familjen långhorningar. Inga underarter finns listade i Catalogue of Life.